# Lamborghini Marco Polo
Lamborghini Marco Polo ili ItalDesign Marco Polo, bio je konceptualni automobil kojeg je dizajnirala tvrtka Italdesign Giugiaro za Lamborghini 1982. godine.
Model nikada nije dalje razvijan od drvenog modela koji je bio izložen 1982. na auto izložbi u Bologni. Namjera je proizvođača bila da se iz ovog modela razvije nasljednik za model Lamborghini Espada.
Automobil je bio zamišljen kao coupe, s dvoja vrata i četiri sjedišta, sa središnje postavljenim motorom i pogonom na zadnje kotače. Dugačak je bio 4575 mm, širok 1870 mm, visok 1300 mm, a međuosovinski razmak je iznosio 2750 mm. 

## Vanjske poveznice
- http://www.italdesign.it/dinamic/gallery/gallery_scheda.php?id=139&num_rows=8&family=a&data_a_brand=Lamborghini  Arhivirana inačica izvorne stranice od 28. rujna 2007. (Wayback Machine)